# Notre-Dame-de-la-Gorge
Notre-Dame-de-la-Gorge és una església en estil barroc situada al terme de Les Contamines-Montjoie, a l'Alta Savoia, en ple massís del Mont Blanc.

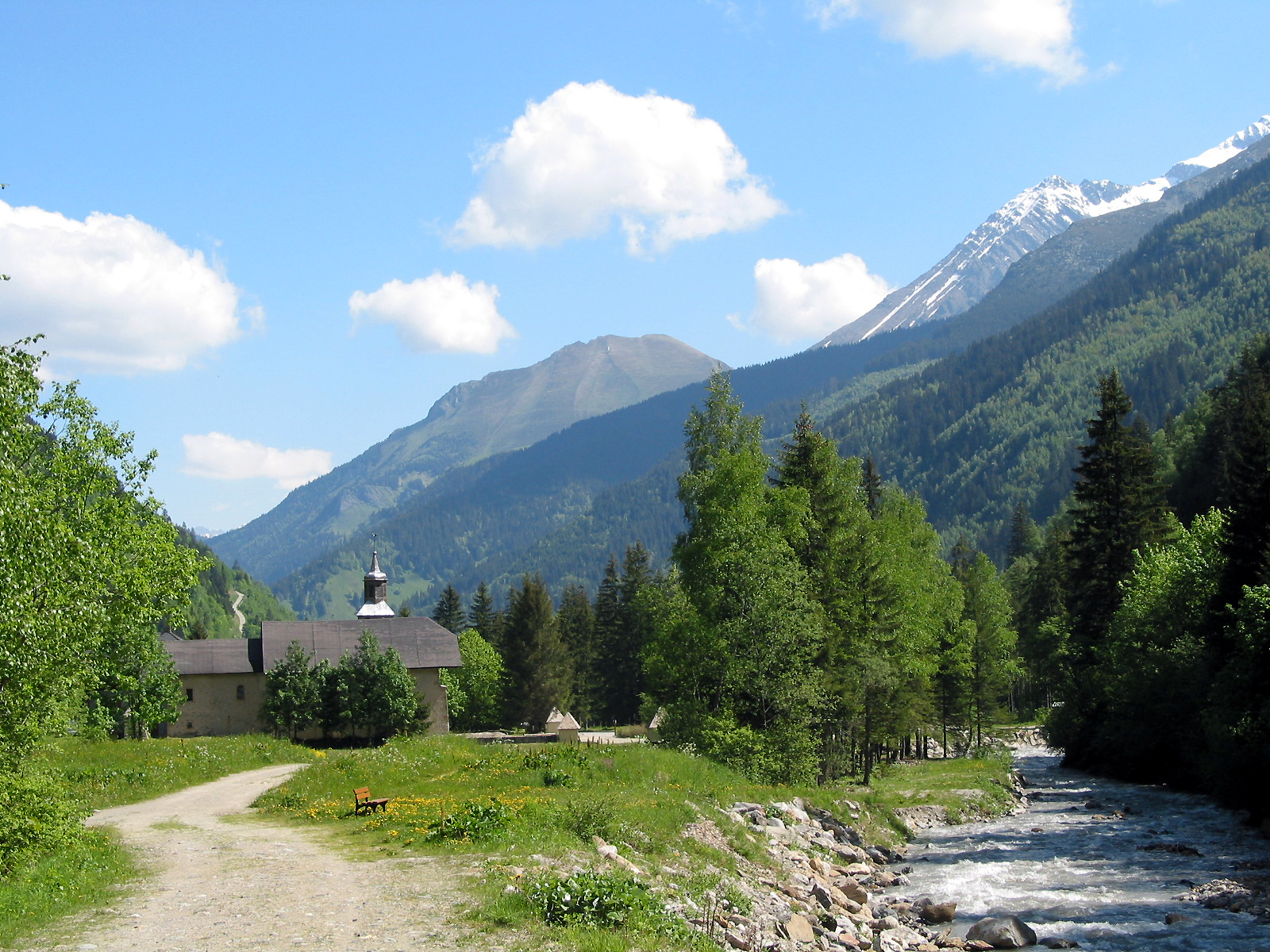
Notre-Dame-de-la-Gorge

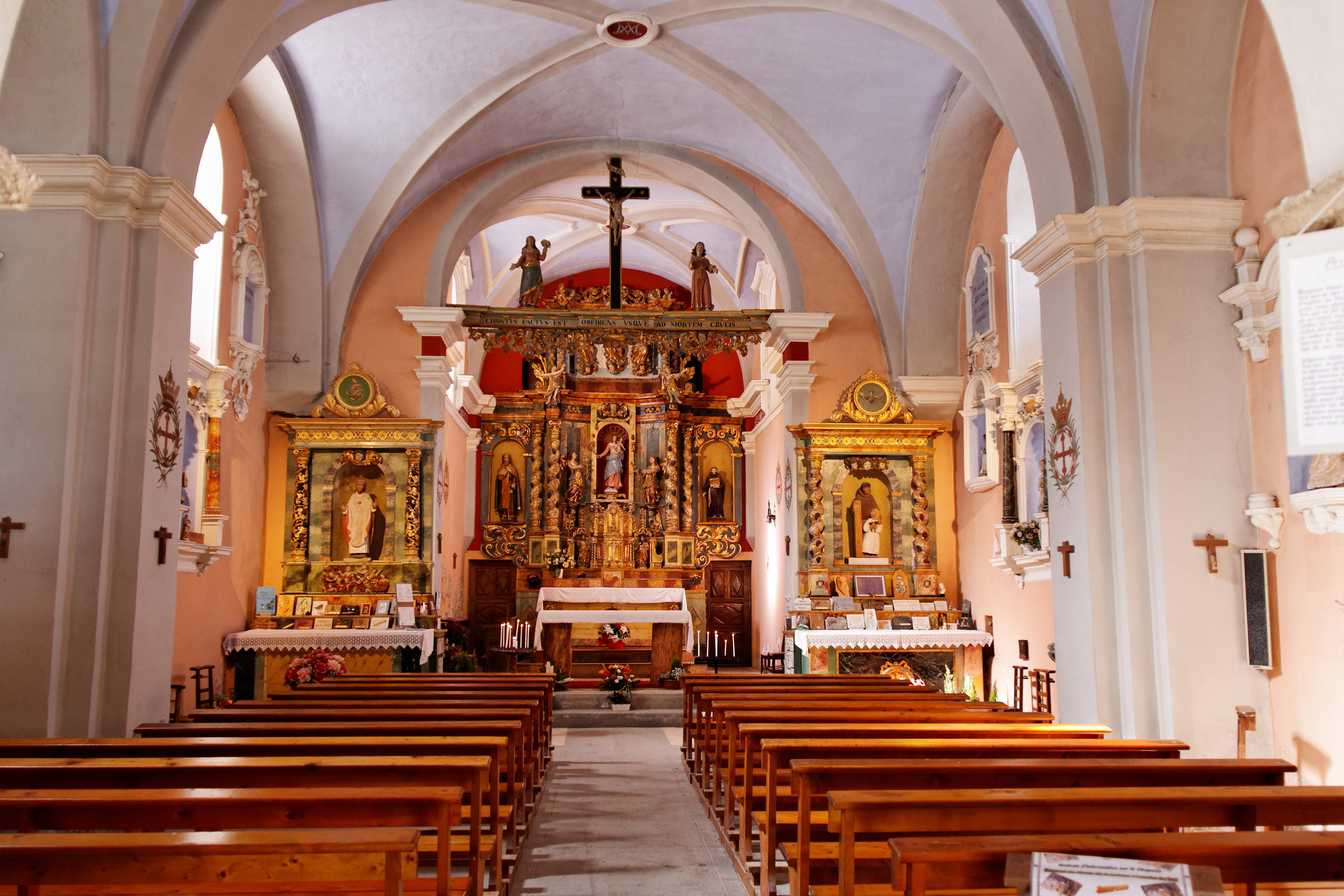
Els tres retaules

Es tracta d'un temple reconstruït al segle xvi pel paleta Jean de la Vougniaz, amb nombroses pintures i un Retaule de l'autel du Sacré-Cœur del segle xviii llistat com a monument històric molt interessant que va ser desmuntat durant la Revolució francesa per tal de salvar-lo i després tornat a muntar. Durant la revolució va ser transformat en cavallerissa. Per als catòlics és un centre de peregrinació mariana prou important; també un punt de partida de moltes senderes alpines.